# Jeuxvideo.com
Jeuxvideo.com è un sito web in lingua francese che tratta videogiochi, parte di Webedia, e fondato nel 1997.

## Storia

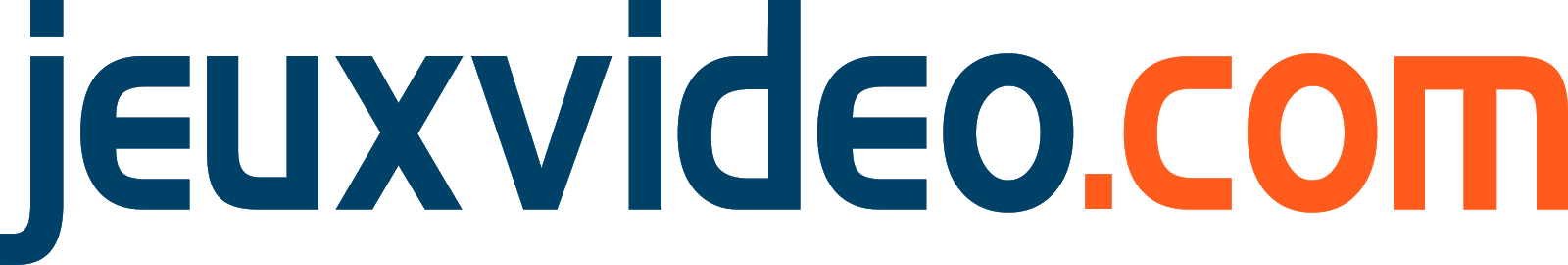
Logo precedente del sito

La storia del sito parte da una raccolta di videogiochi della Minitel, precursore della World Wide Web. Fu fondato da Sébastien Pissavy nelin 1995 durante il suo servizio militare. All'aumentare della popolarità del sito, si arrivò al punto che nel 1997 il progetto divenne un sito vero e proprio, dal nome attuale di Jeuxvideo.com. Nel 2000, Gameloft acquisto l'80% di share del sito, anche se Pissavy lo eseguì indipendentemente fino al 2012, anno del suo ritiro. HiMedia acquistò il sito nel 2006, e nel 2014 lo vendette a Webedia a 90 milioni di euro. Di conseguenza, Webedia spostò i suoi uffici a Parigi, provocando il trasloco di molti membri del suo staff. Nel mese di agosto 2015, il sito subì un attacco informatico; sebbene gli amministratori non pubblicarono alcuna informazione al riguardo, fu consigliato agli utenti di cambiare le loro password.

## Forum
I forum di Jeuxvideo.com hanno causato controversie e problemi legali, e anche per questo sono spesso confrontati in spirito con 4chan in quanto presentano un regolamento ridotto all'osso. L'Obs e Le Monde hanno entrambi criticato il forum per odio e intolleranza. Anche gli utenti dei forum hanno scoperto delle controversie, come falso plagio di famosi utenti di YouTube.